# Patriz Ilg
Patriz Ilg (ur. 5 grudnia 1957 w Aalen) – niemiecki lekkoatleta długodystansowiec, startujący w barwach RFN, mistrz świata i Europy.
Specjalizował się w biegu na 3000 metrów z przeszkodami. Na mistrzostwach Europy w 1978 w Pradze zdobył w tej konkurencji srebrny medal, przegrywając jedynie z Bronisławem Malinowskim. Wskutek bojkotu przez RFN nie wystąpił na igrzyskach olimpijskich w 1980 w Moskwie. Zwyciężył na mistrzostwach Europy w 1982 w Atenach, a następnie na pierwszych mistrzostwach świata w 1983 w Helsinkach. Jego czas z Helsinek – 8:15,06 pozostał jego rekordem życiowym. Na mistrzostwach Europy w 1986 w Stuttgarcie zdobył brązowy medal (wyprzedzili go Hagen Melzer z NRD i Francesco Panetta z Włoch). Na mistrzostwach świata w 1987 w Rzymie zajął 12. miejsce.
Ilg odnosił również sukcesy w hali. Na halowych mistrzostwach Europy w 1978 w Mediolanie zajął 12. miejsce w biegu na 3000 metrów. Cztery lata później, na halowych mistrzostwach Europy w 1982, także w Mediolanie, zdobył złoty medal na tym dystansie. Na halowych mistrzostwach Europy w 1984 w Göteborgu był szósty na 3000 m.
W 1981 zdobył złoty medal mistrzostw kraju w biegu przełajowym (krótki dystans), był mistrzem RFN na 3000 m z przeszkodami w latach 1978, 1980-1982 i 1985-1988, a także mistrzem w hali na 3000 m w latach 1978, 1981, 1982 i 1984.